# AGS-40
AGS‑40 バルカン（露: АГС-40 «Балкан»）は、40mmケースレス擲弾を使用するロシアの自動擲弾発射器である。AGS-17およびAGS-30の後継として、ロシア連邦軍が採用している。

## 設計

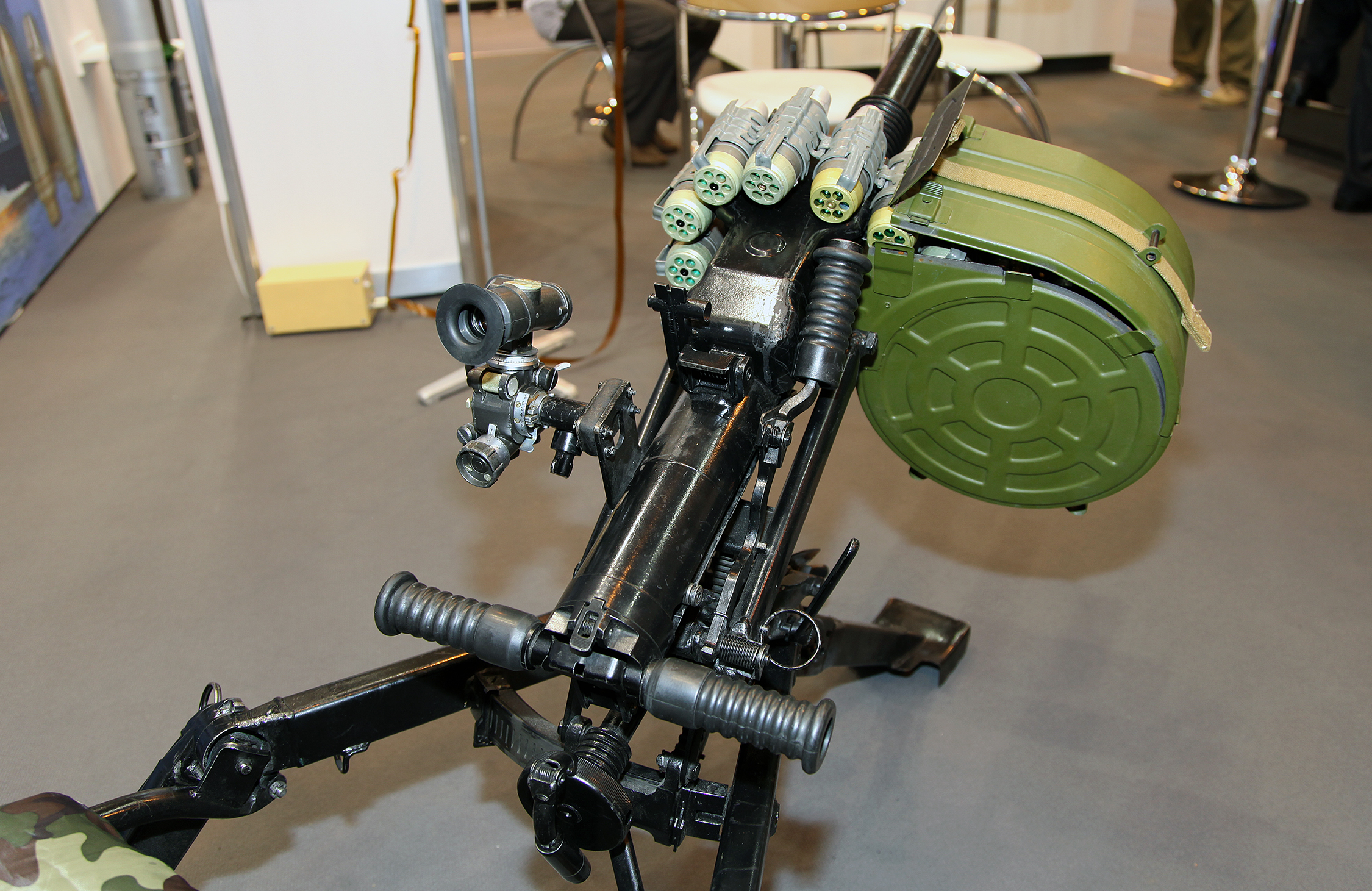
AGS-40の拡大写真

AGS-40は、射程2,500mの40mmCL（ケースレス）擲弾を使用する（30mm擲弾を使用するAGS-17の射程は1,700m、AGS-30の射程は2,100m）。発射速度は毎分400発で、射撃モードは短バースト射撃（5発）、長バースト射撃（10発）、連続射撃から選択できる。通常は三脚架と2.7倍率のPAG-17望遠照準器を装備するほか、バックアップのアイアンサイトを取り付けることも可能である。
AGS-40の特徴的な設計として、射手用の座面が取り付けられる点がある。これにより、射手の体重を利用して、より安定した射撃が可能となる。

### 弾薬
- 7P39 40mmケースレス榴弾[6]
- 7P39Pおよび7P39U 訓練弾

|                   | 96式         | Mk 19        | Mk 47        | H&K GMW  | Y3 AGL       | LAG 40   | 大宇 K4  | AGS-30   | AGS-40                |
| ----------------- | ------------ | ------------ | ------------ | -------- | ------------ | -------- | -------- | -------- | --------------------- |
| 画像              |              |              |              |          |              |          |          |          |                       |
| 使用弾薬          | 40x56mm      | 40x53mm      | 40x53mm      | 40x53mm  | 40x53mm      | 40x53mm  | 40x53mm  | 30x29mmB | 40mmケースレス (7P39) |
| 重量 （本体のみ） | 24.5kg       | 32.92kg      | 18.0kg       | 18.0kg   | 32.0kg       | 34.4kg   | 16.0kg   | 不明     | 29.0kg                |
| 銃身長            | 454mm        | 413mm        | 610mm        | 577mm    | 300mm        | 415mm    | 412mm    | 不明     | 290mm                 |
| 全長              | 975mm        | 1,095mm      | 940mm        | 1,090mm  | 844mm        | 960mm    | 1,094mm  | 不明     | 1,100mm               |
| 発射速度          | 250-350発/分 | 325-375発/分 | 225-300発/分 | 340発/分 | 280-320発/分 | 215発/分 | 350発/分 | 400発/分 | 400発/分              |
| 最大射程          | 2,200m       | 2,200m       | 2,200m       | 2,200m   | 2,200m       | 2,200m   | 2,200m   | 1,700m   | 2,500m                |

## 開発
AGS-40の開発は1980年に開始されたが、ソビエト連邦の崩壊と、それに続くロシアの経済衰退により停滞した。しかし、1990年代初頭に「バルカン」というコードネームで復活し、2018年から評価試験が行われた。 試験は合格で、2021年3月に実用化が推奨された。初期生産バッチは2022年1月から納品された。
AGS-40は装甲車両に取り付けることができ、カラシニコフMBDUリモートウェポンステーションに組み込むこともできる。

## 運用国
- ロシア